# Almacenamiento de energía magnética por superconducción
El almacenamiento de energía magnética por superconducción (en inglés, Superconducting Magnetic Energy Storage o SMES) designa un sistema de almacenamiento de energía en la forma de un campo magnético creado por la circulación de una corriente continua en una bobina de inducción que se halla a una temperatura por debajo de la temperatura crítica de superconducción. El uso de bobinas superconductoras para almacenar energía magnética fue inventado por M. Ferrier en 1970.

## Estructura y funcionamiento
Un sistema SMES típico consta de tres componentes:
- Una bobina superconductora.
- Un sistema de electrónica de potencia.
- Un sistema de refrigeración criogénico.

Una vez que la bobina superconductora se ha cargado, la corriente ya no disminuye y la energía magnética puede almacenarse indefinidamente. La energía almacenada puede ser devuelta a la red descargando la bobina. Para extraer la energía, se interrumpe la corriente que circula por la bobina abriendo y cerrando repetidamente un conmutador de estado sólido del sistema de electrónica de potencia. Debido a su elevada inductancia, la bobina se comporta como una fuente de corriente que puede utilizarse para cargar un condensador que proporciona una entrada de tensión continua a un inversor que produce la tensión alterna requerida. El sistema de potencia origina del 2% al 3% de pérdidas de energía. Sin embargo, los SMES son muy eficientes, pues sus pérdidas son muy bajas comparadas con las de otros sistemas de almacenamiento de energía.

## Aplicaciones
Debido a la energía absorbida por el sistema de refrigeración y a los costes de los materiales superconductores, los SMES se utilizan para el almacenamiento de energía de corta duración, siendo su aplicación más común la mejora de la calidad de onda en las redes públicas de distribución de electricidad, particularmente la neutralización de los huecos de tensión y los microcortes.